# George de Jong
George de Jong (Almelo, 1953) is een voormalig Nederlands volleybalinternational die 35 interlands speelde. Hij speelde voor Orion Volleybal Doetinchem uit Doetinchem. In 1982 vertrok hij naar Zwitserland waar hij in Aigle samen met zijn vrouw Loekie Raterink twee zonen kreeg, Luuk en Siem de Jong, die ervoor kozen profvoetballer te worden.
Terug in Nederland werd George de Jong commissaris bij BV De Graafschap.